# William Thurston
William Paul Thurston (30 de outubro de 1946 — 21 de agosto de 2012) foi um matemático estadunidense.
Pioneiro no campo da topologia de baixa dimensão, foi agraciado com a Medalha Fields em 1982.
Thurston tem o Erdős number 2.

## Publicações selecionadas
- William Thurston, The geometry and topology of 3-manifolds, Princeton lecture notes (1978-1981).
- William Thurston. Three-dimensional geometry and topology. Vol. 1. Edited by Silvio Levy. Princeton Mathematical Series, 35. Princeton University Press, Princeton, NJ, 1997. x+311 pp. ISBN 0-691-08304-5
- William Thurston, Hyperbolic structures on 3-manifolds. I. Deformation of acylindrical manifolds. Ann. of Math. (2) 124 (1986), no. 2, 203—246.
- William Thurston, Three-dimensional manifolds, Kleinian groups and hyperbolic geometry, Bull. Amer. Math. Soc. (N.S.) 6 (1982), 357–381.
- William Thurston. On the geometry and dynamics of diffeomorphisms of surfaces. Bull. Amer. Math. Soc. (N.S.) 19 (1988), no. 2, 417—431
- Epstein, David B. A.; Cannon, James W.; Holt, Derek F.; Levy, Silvio V. F.; Paterson, Michael S.; Thurston, William P. Word processing in groups. Jones and Bartlett Publishers, Boston, MA, 1992. xii+330 pp. ISBN 0-86720-244-0
- Eliashberg, Yakov M.; Thurston, William P. Confoliations. University Lecture Series, 13. American Mathematical Society, Providence, RI, 1998. x+66 pp. ISBN 0-8218-0776-5